# Pama-nyunganska språk

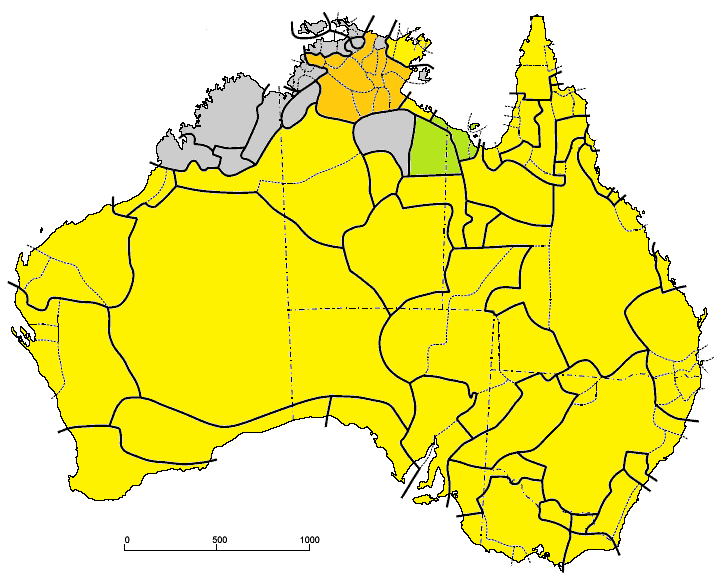
Pama-nyunganska språk märkt med gul.

De pama-nyunganska språken utgör den största språkfamiljen inom de australiska språken. Språkfamiljen identifierades och namngavs av Kenneth Hale i hans arbete med klassificering av australiska språk.

## Klassificering
Enligt Nicholas Evans på Melbournes universitet är de pama-nyunganska språkens närmaste släkting det numera utdöda isolatspråket garawa, följt av de tangiska språken. Han föreslår därefter att det finns ett avlägset släktskap med de gunwingguanska språken i en makrofamilj som han namnger makro-pama-nyunganska språk.
Ethnologue listar hela 178 pama-nyunganska språk som tillhör någon av 30 grenar:
- Arandiska språk: alyawarr, andegerebinha, anmatyerre, västlig arrernte, östlig arrernte och kaytetye
- Baagandjispråk: bandjigali och darling

- Bandjalangiska språk: bandjalang

- Dyangadispråk: dyangadi och nganyaywana

- Dyirbaliska språk: dyirbal, nyawaygi och warrgamay

- Flinders islandspråk: flinders island

- Galgadungiska språk: kalkutung och yalarnnga

- Gumbaynggiriska språk: kumbainggar

- Guugu-yimidhirrspråk: barrow point och guguyimidjir

- Kala lagaw ya-språk: kala lagaw ya

- Karniska språk
  - Karnaspråk: dieri, dirari, ngamini, pirlatapa, yandruwandha och yawarawarga
  - Nguraspråk: ngura
  - Palkuspråk: arabana, pitta pitta, wanggamala och wangganguru
- Lardilpråk: lardil
- Mariska språk: bidyara, biri, gangulu, gugu badhun, gungabula, gunya, guwamu, kunggari, mandandanyi, margany, wadjigu och warungu
- Mbaraspråk: mbara
- Muruwariska språk: muruwari
- Ngarinyerisk-yithayithiska språk: narrinyeri

- Pamanska språk
  - Centralpamanska språk: kunjen
  - Kustpamanska språk: gugubera
  - Flinderskpamanska språk: gugadj
  - Lamalamiska språk: lamu-lamu, umbuygamu
  - Mayabiska språk: mayaguduna, maykulan och ngawun
  - Mbarimanska språk: gugu warra och mbariman-gudhinma
  - Mellanpamanska språk: ayabadhu, kuku-mangk, kuku-mu’inh, kuku-muminh, kuku-ugbanh, kuku-uwanh, pakanha, wikalkan, wik-epa, wik-iiyanh, wik-keyangan, wik-me’anha, wik-mungkan, wik-ngathana och wikngenchera
  - Normanpamanska språk: areba, gurdjar, kunggara och kuthant
  - Nordöstpamanska språk: kanju, kuuku-ya’u och umpila
  - Nordpamanska språk: alngith, atampaya, leningitij och uradhi
  - Rarmulpamanska språk: aghu tharnggalu och thaypan
  - Sydpamanska språk: mbabaram och wamin
  - Umbindhamuiska språk: umbindhamu
  - Västpamanska språk: thayore
  - Yir yoront-språk: yir yoront

- Sydvästpama-nyunganska språk
  - Kustngayardiska språk: kariyarra, kurrama, martuyhunira, ngarluma, nhuwala och yindjibarndi
  - Dhalandjispråk: dhalandji och pinigura
  - Inlandsngayardiska språk: dhargari, djiwarli, ngarla, nyamal, panytyima, tjurruru och wariyangga
  - Kanyaraspråk: bayungu och burduna
  - Malganaspråk: malgana
  - Mangalaspråk: mangala
  - Marnguspråk: karadjeri och nyangumarta
  - Mirningspråk: kalarko och ngadjunmaya
  - Ngargaspråk: warlmanpa och warlpiri
  - Ngumbinspråk: gurinji, jaru, mudbura, ngarinman och walmajarri
  - Nijadalispråk: nijadali
  - Nyungarspråk: nyunga
  - Wadjarispråk: badimaya och wajarri
  - Watispråk: antakarinya, kokata, kukatja, martu wangka, ngaanyatjarra, pini, pintiini, pintupi-luritja, pitjantjatjara, wanman och yankunytjatjara
  - Wiranguspråk: wirangu
  - Yinggardaspråk: nhanda och yinggarda
  - Yuraspråk: adnyamathanha, barngarla, guyani och nugunu
- Tangiska språk: ganggalida, kayardild och nyangga
- Wagaya-warluwariska språk
  - Warluwara-thawapråk: wagaya, warluwara och yindjilandji

- Waka-kabiska språk:
  - Kingkelspråk: bayali
  - Miyanspråk: wakawaka och wuliwuli
  - Thanspråk: gureng gureng
- Warumungiska språk: warumungu
- Wiradhuriska språk: gamilaraay, wangaaybuwan-ngiyambaa och wiradhuri
- Worimispråk: awabakal och worimi
- Yalandyiska språk: djangun, kuku-yalanji och muluridyi
- Yanyuwanska språk: yanyuwa
- Yidiniska språk: dyaabugay och yidiny
- Yugambalspråk: yugambal
- Yuinspråk: dhurga och thurawal
- Yuulnguspråk
  - Dhanguspråk: dhangu och yan-nhangu
  - Dhuwalspråk: dayi, dhuwal, djambarrpuyngu, gumatj, gupapuyngu och ritarungo
  - Djinangspråk: djinang och djinba